# Exotheca abyssinica
Exotheca abyssinica là một loài thực vật có hoa trong họ Hòa thảo. Loài này được (Hochst. ex A.Rich.) Andersson mô tả khoa học đầu tiên năm 1856.